# ژلیازووو
ژلیازووو (به بلغاری: Zhelyazovo) یک منطقهٔ مسکونی در بلغارستان است که در کامنو واقع شده‌است.